# Barybas aenescens
Barybas aenescens är en skalbaggsart som beskrevs av Moser 1926. Barybas aenescens ingår i släktet Barybas och familjen Melolonthidae. Inga underarter finns listade.